# Franciszek Nowicki

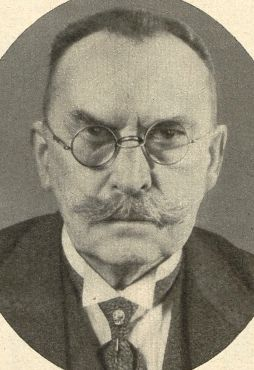
Franciszek Henryk Siła-Nowicki

Franciszek Henryk Siła-Nowicki (sinh ngày 29 tháng 1 năm 1864 tại Kraków, Đế quốc Áo - mất ngày 3 tháng 9 năm 1935 tại Zawoja, Ba Lan) là một nhà thơ Ba Lan trẻ, một nhà leo núi, nhà hoạt động xã hội chủ nghĩa và là người thiết kế đường mòn Orla Perć (Eagle's Path) Dãy núi High Tatras.

## Cuộc đời
Franciszek Nowicki là con trai của Maksymilian Nowicki, một nhà động vật học và nhà bảo tồn tiên phong người Ba Lan, và Antonina Kasparek, em gái của Franciszek Kasparek - giáo sư luật quốc tế, hiệu trưởng của Đại học Kraków, đồng thời là người sáng lập ghế chủ tọa trong luật quốc tế ở Ba Lan.
Khi còn là sinh viên đại học, cùng Kazimierz Przerwa-Tetmajer, Andrzej Niemojewski, Artur Górski và một số người khác, Franciszek Nowicki đồng biên tập Ognisko (Focus), một tạp chí nghiêng về chủ nghĩa xã hội. Vài năm sau, ông đồng sáng lập Đảng Dân chủ-Xã hội Ba Lan (Polska Partia Socjalistyczno-Demokratyczna). Từ năm 1894, ông dạy tại một trường cấp hai (gimnazjum).
Ngày 5 tháng 2 năm 1901, Franciszek Nowicki đề xuất việc xây dựng Orla Perć (Eagle's Trail) với Towarzystwo Tatrzańskie (Hội Tatras). Năm 1902, ông leo lên Przełęcz Nowickiego (Đèo Nowicki), lúc bấy giờ chưa có tên, ở đỉnh Núi Tatra Buczynowe Turnie.
Năm 1924, Franciszek Nowicki ngừng dạy học. Năm 1934, ông trở thành thành viên danh dự của Liên đoàn Nhà văn Ba Lan (Związek Zawodowy Literatów Polskich).

## Tác phẩm
Franciszek Nowicki đã xuất bản nhiều bài thơ và truyện. Tập thơ nhỏ Poems (Poezje) duy nhất của ông ra mắt năm 1891, gồm hai phần là "The Tatras" ("Tatry") và "Songs of Time" ("Pieśni czasu"). Franciszek Nowicki cũng dịch thơ từ tiếng Đức, chẳng hạn như bài thơ Hermann and Dorothea của Goethe. Ông ngừng làm thơ sau một cuộc tình không hạnh phúc.